# I scream (北出菜奈のアルバム)
『I scream』（アイ スクリーム）は、2006年12月6日にSME Recordsからリリースされた北出菜奈の2枚目のオリジナル・アルバム。

## 概要
シングル「希望のカケラ」、「SLAVE of KISS」より「Sweet frozen kiss」、ミニアルバム『Cutie Bunny 〜菜奈的ロック大作戦♡コードネームはC.B.R.〜』より「ラムのラブソング」を収録したアルバム。カバー曲#3, #13を除く全楽曲の作詞は北出。
ディスクジャケット写真は本人がアイスクリームを食べているが、これはタイトル「I scream」と「ice cream」を掛けたもの。
名前の「菜奈」にちなみ初回生産限定盤（CD, 目覚まし時計、ボーダー・ニーソックス、ポストカード入りのルビー・グルームとの豪華コラボレーションBOXに収納）を7,777円で販売したが、オリコンチャート初登場135位と商業的には失敗した。

## 収録曲
初回生産限定盤・通常盤共通
全作詞：北出菜奈（特記以外）
1. Star Killer
作曲:家原正樹　編曲:渡辺和紀
2. 私は時限爆弾
作曲・編曲:安原兵衛
3. ラムのラブソング
作詞:伊藤アキラ・小林泉美
作曲:小林泉美　編曲:家原正樹
4. 論より証拠。
作曲・編曲:西川進
5. 13日の金曜日
作曲・編曲:安原兵衛
6. dark snow angel
作曲・編曲:西川進
7. Sweet frozen kiss
作曲・編曲:家原正樹
8. 赤い髪の女の子
作曲・編曲:家原正樹
9. m'aider
作曲・編曲:西川進
10. 希望のカケラ
作曲:田中秀典　編曲:安原兵衛・snakyskullhead
11. Innocent world
作曲:オオヤギヒロオ　編曲:渡辺和紀
12. 不自由な朝
作曲:TSUKASA　編曲:家原正樹
13. BASKET CASE
作詞:Billie Joe Armstrong
作曲:Billie Joe Armstrong, Mike Dirnt, Tré Cool （グリーン・デイ）
編曲:戸谷誠